# Euphorbia pseudoglobosa
Euphorbia pseudoglobosa es una especie fanerógama perteneciente a la familia de las euforbiáceas. 

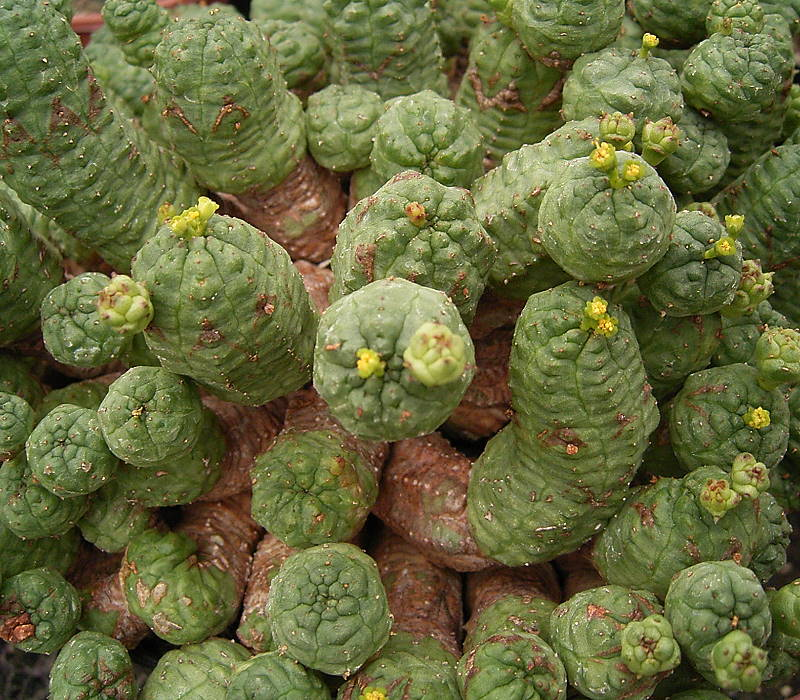
Vista de la planta

## Distribución
Es endémica de Sudáfrica en Provincia del Cabo.

## Descripción
Es una planta perenne, arbusto enano suculento que alcanza un tamaño de  0.05 - 0.1 m de altura. A una altitud de 25 - 250 metros.

## Taxonomía
Euphorbia pseudoglobosa fue descrita por Hermann Wilhelm Rudolf Marloth y publicado en South African Gardening 19: 191. 1929.
Etimología
Euphorbia: nombre genérico que deriva del médico griego del rey Juba II de Mauritania (52 a 50 a. C. - 23), Euphorbus, en su honor – o en alusión a su gran vientre –  ya que usaba médicamente Euphorbia resinifera. En 1753 Carlos Linneo asignó el nombre a todo el género.
pseudoglobosa: epíteto latino que significa "similar a un globo"
Sinonimia
- Euphorbia frickiana N.E.Br. (1931).[5][6]